# Тавастијанци
Тавастијанци (фин. Hämäläiset, слч. tavaster, рус. Емь, Yem, Yam) историјска су и модерна подгрупа (хеимо) финског народа. Они живе у подручјима историјске провинције Тавастије (Хаме) и говоре тавастијским дијалектом.

## Историја
Тавастија (фин. Häme) насељена је од раног каменог доба. Језгро старе Тавастије се налазило око језера Ванајавеси. Пример организоване сарадње Тавастијанаца гвозденог доба, су брдолика утврђења, која чине јасну линију у правцу север-југ око Хеменлине. Најзначајније од ових утврђења је Рапола тврђава, која је највеће брдолико утврђење откривено у Финској. Друга позната и важна утврђења су Тенхола и Хакоинен у Хатули. У историјским изворима Тавастијанци су први пут споменути 1042. године.
Највероватније најстарији познати пут Финске, Хамен харкатие (воловски пут Тавастије) повезивао је Тавастију са западном обалом Финске. Први знаци хришћанства се везују за 11. век.
Повест минулих лета и Први Ногородски летопис описују Тавастијанце као народ, који је у честим конфликтима са Новгородом и Карелима, као и другим Балто-Финцима од 11. до 14. века. Другим шведским крсташким ратом у Финској, вођеним у другој половини 13. века, започет је процес којим је Тавастија припојена Краљевини Шведској.